# キロ型潜水艦
キロ型潜水艦（キロがたせんすいかん Kilo class submarine）は、ソヴィエト/ロシア海軍の通常動力型潜水艦である。非常に静音性に優れている潜水艦と言われている。
キロ型はNATOコードネームであり、ソ連海軍の計画名は877型潜水艦（パールトゥス）（Подводные лодки проекта 877 "Палтус"）であるが、自国用・輸出用も含めヴァルシャヴャンカ（"Варшавянка"：ワルシャワンカ（ワルシャワ労働歌の意）のロシア語表記）という愛称の方が広く用いられている。同型の改良版は西側諸国では改キロ級（Improved Kilo）と呼ばれ、この型式のロシア側名称は636号計画である。アメリカ海軍では改キロ級をKILO-Bと呼称する。

## 概要

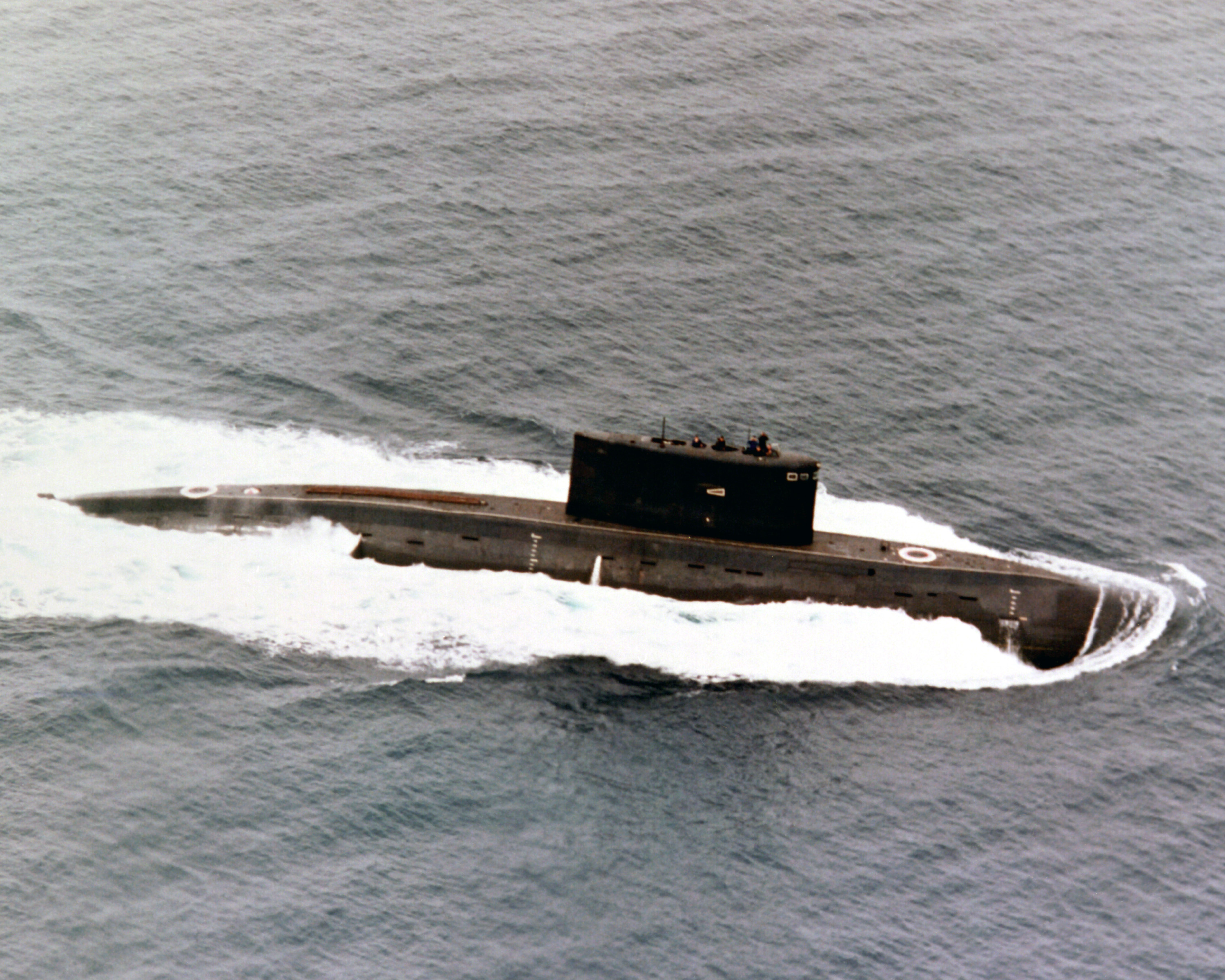
浮上航行するキロ型潜水艦

本級はもともと、原子力潜水艦を補完し、自国沿岸で対潜警戒任務を行う目的で計画された。搭載したミサイルにより水上艦や地上目標も攻撃でき、フォックストロット型やロメオ型の後継として多くの友好国へも輸出されている。
最初の艦が就役したのは1982年で、当初は極東方面のコムソモリスク・ナ・アムーレで建造されていたが、のちに内陸部のニジニ・ノヴゴロド（旧ゴーリキー）でも建造されるようになり、輸出用のものはサンクトペテルブルク（旧レニングラード）で建造された。シクヴァルスーパーキャビテーション魚雷の運用が可能なディーゼル・エレクトリック推進潜水艦である。
司令塔に艦対空ミサイル(SAM)の発射装置が装備されており、射程3海里程度の携帯SAM「SA-N-8 Gremlinまたは9K38 イグラ(Igla、NATOコードネームSA-16ギムレット)」を18発搭載している。原潜も含めて、自衛用の対空ミサイルを搭載するのはソビエト・ロシア潜水艦の特色の一つだが、発射は浮上時のみで、潜航時の発射能力は今のところないと言われている。
静粛性が高いことが特長であり、特にロシア海軍の純正のキロ型ではパッシブソナーによる被探知距離は500m程度であろうと言われている。しかし、寒冷なロシア近海での運用を想定して設計されているため冷却機構が弱く、インド、イラン等に輸出されているものは、追加装備された冷却ポンプの騒音で探知されると言われる。
877型の改良型の636型は、エンジンの出力を向上させたターボディーゼル機関に換装している。これによりフル充電の時間を約20分程度短縮することに成功している。また推進用プロペラを6翼から7翼ハイスキュード型に変更しており、これにより推進モーターの回転数を半分に抑え騒音レベルを低減している。

## 設計と装備

### 船体
船体は涙滴型船型、複殻式構造となっており、長さ51.8 m、直径7.2 m の耐圧船体（内殻）は水密隔壁により6つの区画に区切られている。
外殻の外側は1枚0.8m四方のゴム製吸音タイルで覆われており、探信音の反響軽減と、船体内部からの騒音遮蔽に効果が見込まれている。
船体上部に直径614 mm のアクセスハッチが3箇所設けてある。
操舵装置として縦舵、横舵と潜舵を装備している。セイル直前の船体上部に引き込み式の潜舵が設置、艦尾の操舵部分は変形の『十文字型』と言え、下部のみの縦舵と横舵の3枚で操舵が行われる。後舵、潜舵はPirit-23油圧系統により制御される。
主たる推進装置に、877型は6翼のスクリュープロペラを装備し、877LPMB型、636型は7翼のハイスキュード・プロペラに替え静粛化を図っている。尚、877V型はポンプジェット推進に換装、同装置の試験に従事した。

### 機関
本級の主機は、ディーゼル・エレクトリック方式である。発電用ディーゼルエンジンは、877型は4-2DL42M型、636型は4-2AA-42M型を各2基搭載しており、後者はターボチャージャーにより出力が向上している。これらにより2基のPG-141M電動モーターを駆動する。
静粛化対策として、ラフト構造を採用している。騒音源となるディーゼル機関等の推進装置を内殻に直接設置せず、浮台（ラフト）の上に搭載し、吸振ゴムやサスペンションを挟んで船殻に設置する事で、騒音の船外への漏洩軽減を図っている。
446型鉛蓄電池を120セル2基装備している。後舵前方に2基のダクトがあり内部にそれぞれ低速用推進器が備えられており、動力源のモーターMT-168は耐圧隔壁後方に設置されている。低速用推進器により3ノットまで静粛に推進可能である。
17.5 m の潜望鏡深度まで潜航するのに120秒要する。

### センサー
対空対水上用レーダーとして、MRK-50アルバトロス(Albatros)<NATOコードネーム、スヌープ・トレイ2(Snoop Tray-2)>をセイル内に装備している。
ソナーは、艦首下部に捜索・攻撃用としてMGK-400ルビコン(Rubikon)低周波アクティブ/パッシブ・ソナー<NATOコードネーム、シャーク・ギル(Shark Gill)>を装備している。同じく艦首下部に機雷検出及び回避用、測距用としてMGK-519アクティブ・ソナー<NATOコードネーム、マウス・ロア(Mouse Roar)>を装備している。
電子戦用機器は、ESM装置としてMRM-25EM<NATOコードネーム、スキッド・ヘッド(Squid Head)>をセイル内に装備している。
636計画艦ではソナーシステムが強化された。MGK400をMGK-400EMに換装し、MG-519 AfraをMG-519EMに換装した。強化されたソナーシステムは自動化が進み、一つの操作卓で複数のセンサーの操作を共用することが可能となった。その結果、システム運用員の数を減らすことが可能となった。
MGK-400EMソナーは、MGK-400ソナーの基本的な寸法を維持しつつ、通常動力潜水艦のために最適化されている。アンテナは高度な受信要素を包括している。システム機器は現代的で、高速でデータ処理可能なコンピュータと多機能表示から構成される。システムの戦術的、技術的特性(特にソナー操作範囲と目標測定精度)は、相当改良されている。システムには、雑音と妨害状態の測定と制御、主なモードによるソナー操作範囲の予測という新しい機能がある。自己診断装置は品質、信頼性、およびシステムの操作の容易さを高めている。省力化のため、MGK-400EMソナーは情報を共通表示するコンソールが用いられ、MG-519EM機雷掃討システムが組み込みまれている。

### 戦闘システム
本級の戦闘システムはMVU-110EM魚雷 Murena火器管制装置である。同時に3つの異なる目標の捜索、内2つの目標への攻撃が可能である。
船体前部に533 mm 魚雷発射管6門が俵積みに設置してある。初期型の877型では有線誘導式魚雷の運用ができなかったが、改良型の877Mから魚雷発射管6本の内2本からTEST-71ME有線誘導魚雷を発射できるようになった。さらに877EKMからは魚雷発射管6本全てから有線誘導式魚雷を発射できるようになった。636M型からはクラブSミサイルシステムの運用が可能となり魚雷発射管から各種ミサイルを発射できるようになった。
他に運用可能な魚雷に53-65KE、53BA、SET-53MEが有り、AM-1型機雷も搭載・運用可能である。魚雷装填は自動化されており、メインコンソールパネルにより管制され、装填から発射まで3分以内に可能である。魚雷・ミサイル等は魚雷発射管より装填される。

## 各国での運用と実戦投入
本級は、派生型を含めて2014年末現在でロシア海軍向けに少なくとも26隻、海外向けは31隻が建造され、2015年にはベトナム向けに2隻が引き渡された。現在、少なくともロシア国内向けに4隻が、ベトナム向けに2隻が建造中である。
1980年にソビエト海軍で最初のキロ級潜水艦が就役した。2014年末現在、ロシア海軍で稼動状態にあるのは20隻とみられている。2010年10月27日、ロシア海軍のヴラジーミル・ヴィソツキー海軍総司令官は、2020年までに黒海艦隊の艦艇老朽化対策として18隻の新型艦配備、その一部に636型を6隻新たに建造する意向を示した。6隻の内の3隻は既に起工済である。
2015年12月には、シリア内戦に介入したロシア軍による反政権側への攻撃の一環として、黒海艦隊所属の「ロストフ・ナ・ドヌー」が地中海から巡航ミサイルを発射した。
インド海軍は購入した877EM型に、魚雷発射管から多様な攻撃ミサイルを発射できるロシアの「カリブルシステム」の国外輸出版「クラブSシステム」を新たに付与する改装工事をロシアで行った。「クラブSシステム」は2種類の対艦ミサイル3M-54EシズラーB、3M-54E1を発射できる。
また中国海軍が購入したキロ型潜水艦の内、636M型8隻には当初から「クラブSシステム」が備わっており、対艦ミサイルの3M-54EシズラーBや3M-54E1が発射できる。
中国に輸出された636M型を基に、ロシアが自国で運用するために開発した636.3型には本家の「カリブルシステム」が搭載されている。この武器システムでは、射程を意図的に短縮させた輸出用モンキーモデルではない長射程の3M-54シズラーAが発射できる。亜音速シースキミング型対艦ミサイルの方は輸出専用であり、ロシア海軍での運用は考えられていないようである。
西側では、韓国海軍への輸出が検討されたことがある。借款弁済に充当するために検討されたものだが（同様の理由によりT-80U戦車やBMP-3歩兵戦闘車が輸出され韓国陸軍に配備、韓国海軍に対してもロシア製ムレナ-E型エアクッション揚陸艇が導入されている。）ロシア・韓国双方が自国での建造を主張したため不調に終わり、韓国海軍はドイツ製214型潜水艦の導入を決定した。
2023年9月13日未明、ロシア占領下のクリミア半島にあるセヴァストポリにある乾ドックで修理を受けていたロプーチャ級揚陸艦「ミンスク」と、プロジェクト636.3で竣工した「ロストフ・ナ・ドヌー」がウクライナ軍による攻撃で損傷した。
- ソビエト連邦海軍

20隻 1980年以来、増備を続け、1991年12月のソビエト連邦の崩壊直後に就役した艦もある。
- ロシア海軍

2014年に1番艦が就役した636.3型が8隻運用中、4隻建造/計画中。それ以前の各型は合計で10隻退役、14隻運用中である。
- 中国人民解放軍海軍

12隻運用中:877型2隻、636型2隻、636M型8隻
- インド海軍

9隻、1隻沈没シンドゥゴーシュ級潜水艦として10隻建造された。
- インドネシア海軍

636型2隻の購入交渉中。
- イラン海軍

3隻さらに購入予定
- アルジェリア海軍

877EKM型2隻が1986年と1987年に就役。636型は2009年に2隻、2019年に2隻が就役した。877EKM型2隻は、1993年から1996年と、2005年から2012年の2度にわたり、ロシアで近代化改修を受けている。
2024年時点で、877EKM型2隻と636型4隻の計6隻を保有している。
- ポーランド海軍

1隻ORP Orzeł
- ルーマニア海軍

1隻Delfinul II
- ベトナム人民海軍

南シナ海をパトロールする能力を大幅に向上させるため、2009年に6隻を発注、2017年に最後の2隻を受領した。
- エジプト海軍

総額、約12億ドルで4隻の636計画キロ型の購入を検討したが、その後の政治情勢により不明
- リビア海軍

1-2隻の購入を検討したが、その後の政治情勢により不明

## 同型艦一覧

### ソ連・ロシア

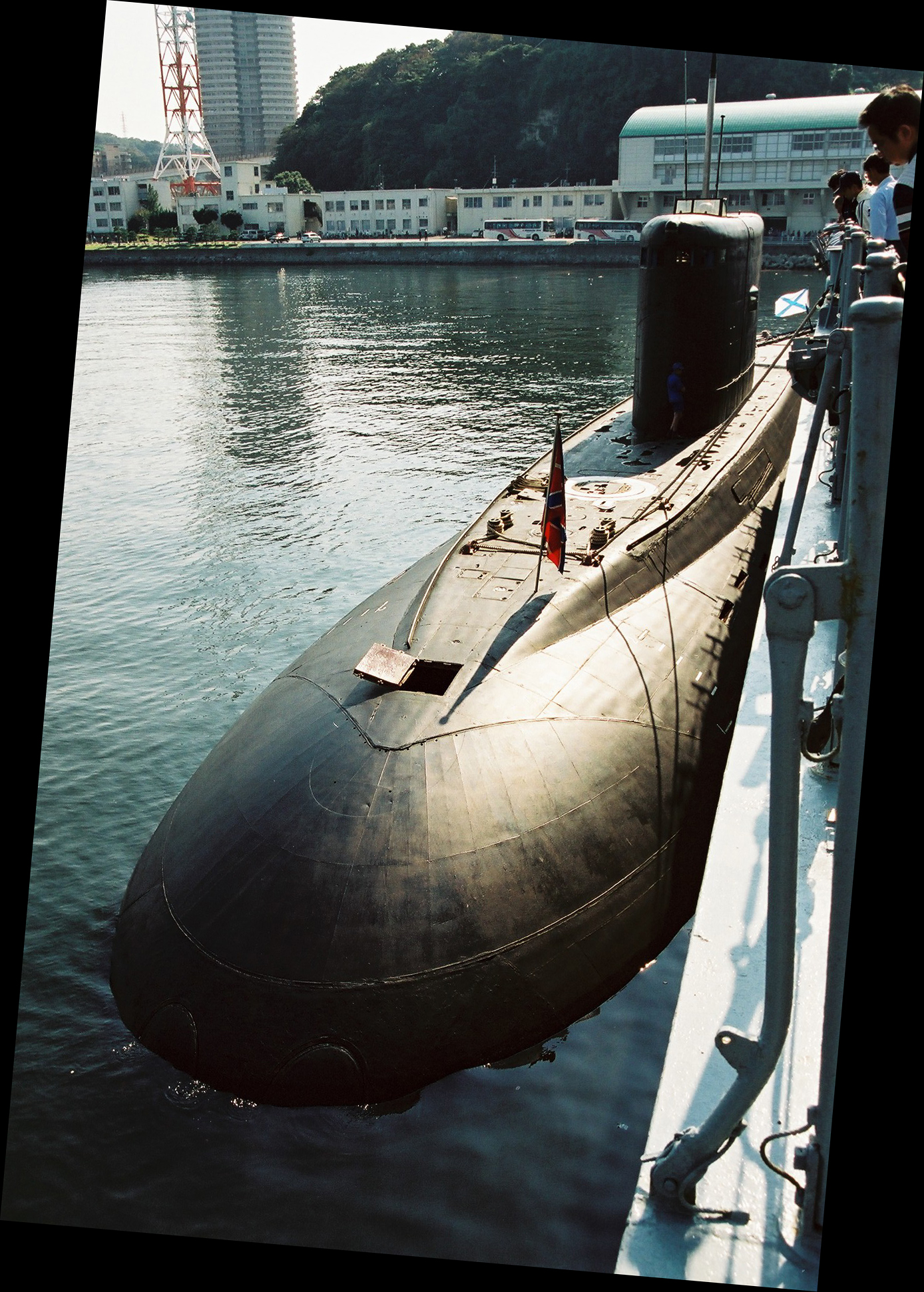
2002年10月、国際観艦式参加のため横須賀港に来航したB-345

| 艦番号                    | 艦名                                                                                | 建造所                           | 起工                      | 進水                      | 就役                      | 配備                      | 状態                                                          |
| プロジェクト877/877K/877M | プロジェクト877/877K/877M                                                           | プロジェクト877/877K/877M        | プロジェクト877/877K/877M | プロジェクト877/877K/877M | プロジェクト877/877K/877M | プロジェクト877/877K/877M | プロジェクト877/877K/877M                                     |
| ------------------------- | ----------------------------------------------------------------------------------- | -------------------------------- | ------------------------- | ------------------------- | ------------------------- | ------------------------- | ------------------------------------------------------------- |
| B-248                     |                                                                                     | アムール造船所                   | 1980年 3月16日            | 1980年 9月12日            | 1980年 12月31日           | 太平洋艦隊                | 2001年除籍                                                    |
| B-260                     | チタ (Chita)                                                                        | アムール造船所                   | 1981年 2月22日            | 1981年 8月23日            | 1981年 12月30日           | 太平洋艦隊                | 除籍済み 解体のため曳航中に一部が沈没した                     |
| B-227                     | ヴィボルグ (Vyborg)                                                                 | アムール造船所                   | 1982年 2月23日            | 1982年 9月16日            | 1983年 2月23日            | バルチック艦隊            | 除籍済み 2018年時点で記念艦として展示予定                     |
| B-229                     |                                                                                     | アムール造船所                   | 1983年 2月23日            | 1983年 7月15日            | 1983年 10月30日           | 太平洋艦隊                | 2002年6月除籍                                                 |
| B-404                     |                                                                                     | アムール造船所                   | 1983年 5月7日             | 1983年 9月24日            | 1983年 12月30日           | 太平洋艦隊                | 2002年10月除籍                                                |
| B-401                     | ノヴォシビルスク (Novosibirsk)                                                      | クラースノエ・ソルモーヴォ造船所 | 1982年 10月6日            | 1984年 3月15日            | 1984年 9月30日            | 北方艦隊                  | 2012年除籍                                                    |
| B-402                     | ヴォログダ (Vologda)                                                                | クラースノエ・ソルモーヴォ造船所 | 1983年 8月24日            | 1984年 9年29日            | 1984年 12月30日           | 北方艦隊                  | 2012年除籍                                                    |
| B-405                     | (ex Tyumenskiy Komsomolets)                                                         | アムール造船所                   | 1984年 4月20日            | 1984年 9月21日            | 1984年 12月30日           | 太平洋艦隊                | 2002年10月除籍 2007年スクラップとして売却                     |
| B-470                     |                                                                                     | アムール造船所                   | 1985年 5月6日             | 1985年 8月27日            | 1985年 12月30日           | 太平洋艦隊                | 2007年除籍                                                    |
| B-439                     |                                                                                     | アムール造船所                   | 1986年 4月4日             | 1986年 7月31日            | 1986年 12月30日           | 太平洋艦隊                | 2005年除籍 2007年スクラップとして売却                         |
| B-445                     | 奇蹟者聖ニコライ (Svyatitel Nikolay Chudotvorets)                                   | アムール造船所                   | 1987年 3月21日            | 1987年 9月26日            | 1988年 1月30日            | 太平洋艦隊                | 第19潜水艦旅団                                                |
| B-808                     | ヤロスラヴリ (Yaroslavl)                                                            | クラースノエ・ソルモーヴォ造船所 | 1986年 9月29日            | 1988年 7月30日            | 1988年 12月27日           | 北方艦隊                  | 第161潜水艦旅団                                               |
| B-394                     | ヌルラト 旧名称コムソモレスク・タジキスタナ (Nurlat ex-Komsomolsk Tadjikistana)     | アムール造船所                   | 1988年 4月15日            | 1988年 9月3日             | 1988年 12月30日           | 太平洋艦隊                | 第182潜水艦旅団 →第19潜水艦旅団                               |
| B-464                     | ウスチィ・カムチャツスク (Ust'-Kamchatsk)                                           | アムール造船所                   | 1989年 5月26日            | 1989年 9月23日            | 1990年 1月30日            | 太平洋艦隊                | 第182潜水艦旅団 →第19潜水艦旅団                               |
| B-471                     | マグニトゴルスク (Magnitogorsk)                                                     | クラースノエ・ソルモーヴォ造船所 | 1988年 10月26日           | 1990年 9月22日            | 1990年 12月30日           | 北方艦隊                  | 第161潜水艦旅団                                               |
| B-494                     | ウスチィ・ボリシェレツェク (Ust'-Bolsheretsk)                                       | アムール造船所                   | 1990年 5月5日             | 1990年 10月4日            | 1990年 12月30日           | 太平洋艦隊                | 第182潜水艦旅団 →第19潜水艦旅団                               |
| B-345                     | モゴーチャ (Mogocha)                                                                | アムール造船所                   | 1993年 4月22日            | 1993年 10月6日            | 1994年 1月22日            | 太平洋艦隊                | 第19潜水艦旅団 2021年5月29日除籍                              |
| プロジェクト877EKM        |                                                                                     |                                  |                           |                           |                           |                           |                                                               |
| B-806                     | ドミトロフ                                                                          | クラースノエ・ソルモーヴォ造船所 | 1984年 10月15日           | 1986年 4月30日            | 1986年 9月25日            | バルチック艦隊            | 独立潜水艦大隊                                                |
| プロジェクト877LPMB       |                                                                                     |                                  |                           |                           |                           |                           |                                                               |
| B-800                     | カルーガ 旧名称ヴォロゴドスキー・コムソモーレツ (Kaluga ex-Vologodskij komsomolets) | クラースノエ・ソルモーヴォ造船所 | 1987年 3月5日             | 1989年 5月7日             | 1989年 9月30日            | 北方艦隊                  | 第161潜水艦旅団                                               |
| プロジェクト877V          |                                                                                     |                                  |                           |                           |                           |                           |                                                               |
| B-871                     | アルローサ (Alrosa)                                                                 | クラースノエ・ソルモーヴォ造船所 | 1988年 5月17日            | 1988年 9月                | 1990年 12月30日           | 黒海艦隊                  | 第247独立潜水艦大隊 →第4潜水艦旅団                            |
| プロジェクト636           |                                                                                     |                                  |                           |                           |                           |                           |                                                               |
| B-459                     | ウラジカフカース (Vladikavkaz)                                                      | クラースノエ・ソルモーヴォ造船所 | 1988年 2月25日            | 1989年 4月29日            | 1990年 9月30日            | 北方艦隊                  | 第161潜水艦旅団                                               |
| B-177                     | リペツク (Lipetsk)                                                                  | クラースノエ・ソルモーヴォ造船所 | 1989年 11月3日            | 1991年 11月27日           | 1991年 12月30日           | 北方艦隊                  | 第161潜水艦旅団                                               |
| B-187                     | コムソモリスク・ナ・アムーレ (Komsomolsk-na-Amure)                                  | アムール造船所                   | 1991年 5月7日             | 1991年 10月5日            | 1991年 12月30日           | 太平洋艦隊                | 第19潜水艦旅団                                                |
| B-190                     | クラスノカメンスク (Krasnokamensk)                                                  | アムール造船所                   | 1992年 5月8日             | 1992年 9月25日            | 1992年 12月30日           | 太平洋艦隊                | 第182潜水艦旅団 →第19潜水艦旅団                               |
| プロジェクト636.3         |                                                                                     |                                  |                           |                           |                           |                           |                                                               |
| B-261                     | ノヴォロシースク (Novorossiysk)                                                     | アドミラルティ造船所             | 2010年 8月20日            | 2013年 11月28日           | 2014年 8月22日            | 黒海艦隊                  | 第247独立潜水艦大隊 →第4潜水艦旅団                            |
| B-237                     | ロストフ・ナ・ドヌー (Rostov-on-Don)                                                | アドミラルティ造船所             | 2011年 11月21日           | 2014年 6月26日            | 2014年 12月30日           | 黒海艦隊                  | 第4潜水艦旅団(ウクライナ軍の攻撃で乾ドックに入港中に損傷した) |
| B-262                     | スタリー・オスコル (Stary Oskol)                                                    | アドミラルティ造船所             | 2012年 8月17日            | 2014年 8月28日            | 2015年 7月3日             | 黒海艦隊                  | 第4潜水艦旅団                                                 |
| B-265                     | クラスノダール (Krasnodar)                                                          | アドミラルティ造船所             | 2014年 2月20日            | 2015年 4月25日            | 2015年 11月5日            | 黒海艦隊                  | 第4潜水艦旅団                                                 |
| B-268                     | ヴェリキー・ノヴゴロド (Veliky Novgorod)                                            | アドミラルティ造船所             | 2014年 10月30日           | 2016年 3月18日            | 2016年 10月25日           | 黒海艦隊                  | 第4潜水艦旅団                                                 |
| B-271                     | コルピノ (Kolpino)                                                                  | アドミラルティ造船所             | 2014年 10月30日           | 2016年 5月31日            | 2016年 11月24日           | 黒海艦隊                  | 第4潜水艦旅団                                                 |
| B-274                     | ペトロパブロフスク・カムチャツキー (Petropavlovsk-Kamchatsky)                       | アドミラルティ造船所             | 2017年 7月28日            | 2019年 3月28日            | 2019年 11月25日           | 太平洋艦隊                | 第19潜水艦旅団                                                |
| B-603                     | ヴォルホフ (Volkhov)                                                                | アドミラルティ造船所             | 2017年 7月28日            | 2019年 12月26日           | 2020年 10月24日           | 太平洋艦隊                | 第19潜水艦旅団                                                |
| B-602                     | マガダン (Magadan)                                                                  | アドミラルティ造船所             | 2019年 11月1日            | 2021年 3月26日            | 2021年 10月12日           | 太平洋艦隊                | 第19潜水艦旅団                                                |
| B-588                     | ウファ (Ufa)                                                                        | アドミラルティ造船所             | 2019年 11月1日            | 2022年 3月31日            | 2022年 11月16日           | 太平洋艦隊                | 第19潜水艦旅団                                                |
| B-608                     | モジャイスク (Mozhaysk)                                                             | アドミラルティ造船所             | 2021年 8月23日            | 2023年 4月27日            | 2023年 11月28日           | 太平洋艦隊                | 第19潜水艦旅団                                                |
| B-610                     | ヤクーツク (Yakutsk)                                                                | アドミラルティ造船所             | 2021年 8月23日            | 2024年 10月11日           | 2025年 6月11日            | 太平洋艦隊                | 第19潜水艦旅団                                                |

### 中国

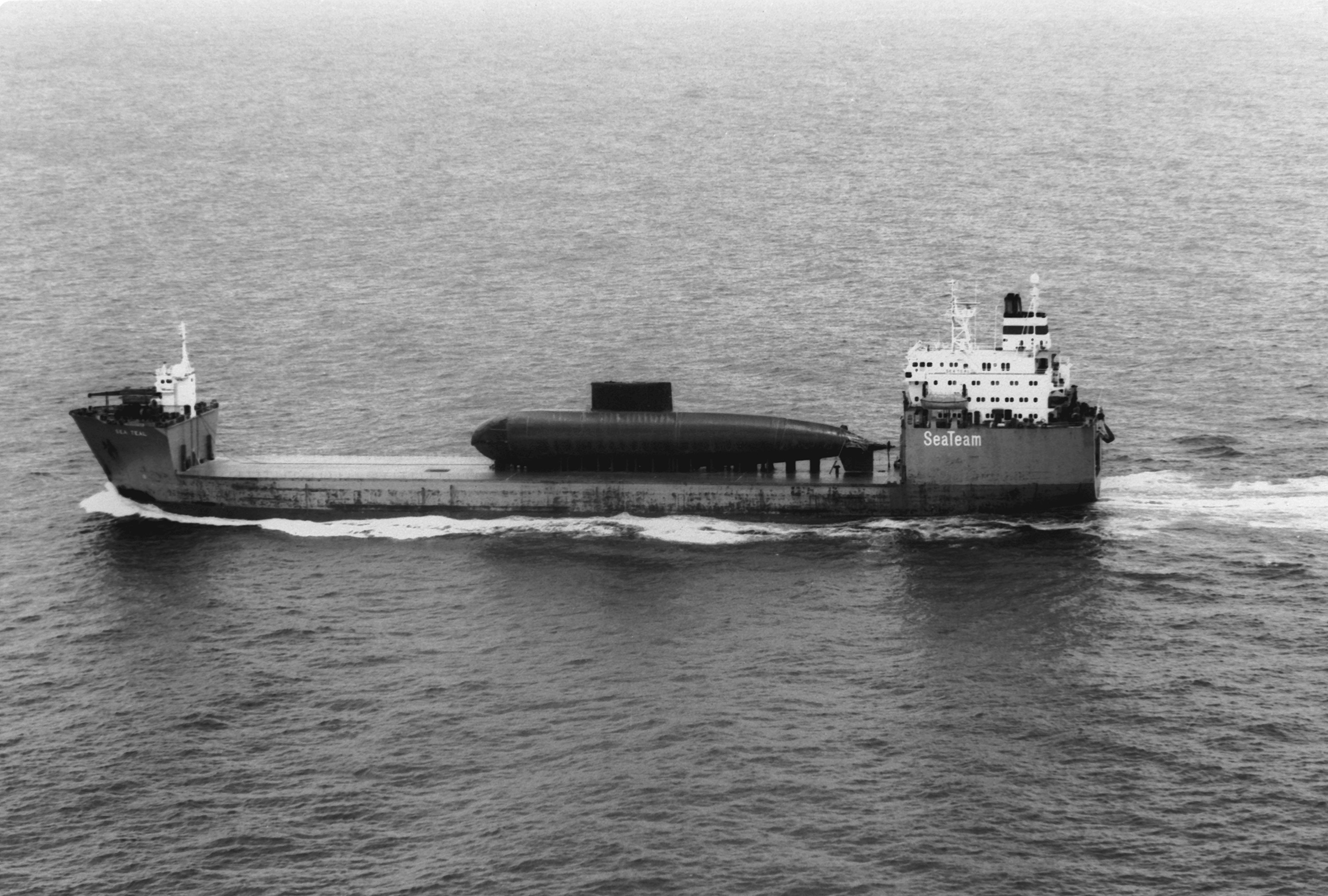
中華人民共和国海軍艦
重量物運搬船により輸送される途上の撮影

| 艦番号             | 艦名               | 建造所                       | 起工               | 進水               | 就役               | 配備               | 状態               |
| プロジェクト877EKM | プロジェクト877EKM | プロジェクト877EKM           | プロジェクト877EKM | プロジェクト877EKM | プロジェクト877EKM | プロジェクト877EKM | プロジェクト877EKM |
| ------------------ | ------------------ | ---------------------------- | ------------------ | ------------------ | ------------------ | ------------------ | ------------------ |
| 364                | 遠征64号           | クラスノエ・ソルモヴォ造船所 | 1989年 3月23日     | 1994年 5月31日     | 1994年 11月10日    | 東海艦隊           |                    |
| 365                | 遠征65号           | クラスノエ・ソルモヴォ造船所 | 1990年 11月18日    | 1995年 3月31日     | 1995年 8月14日     | 東海艦隊           |                    |
| プロジェクト636    |                    |                              |                    |                    |                    |                    |                    |
| 366                | 遠征66号           | アドミラルティ造船所         | 1996年 7月16日     | 1997年 4月26日     | 1997年 8月26日     | 東海艦隊           |                    |
| 367                | 遠征67号           | アドミラルティ造船所         | 1997年 8月28日     | 1998年 6月18日     | 1998年 10月25日    | 東海艦隊           |                    |
| プロジェクト636M   |                    |                              |                    |                    |                    |                    |                    |
| 368                | 遠征68号           | アドミラルティ造船所         | 2002年 10月18日    | 2004年 5月27日     | 2004年 10月20日    | 東海艦隊           |                    |
| 369                | 遠征69号           | アドミラルティ造船所         | 2002年 10月18日    | 2004年 8月19日     | 2005年 5月5日      | 東海艦隊           |                    |
| 370                | 遠征70号           | アドミラルティ造船所         | 2004年             | 2005年 5月         | 2005年             | 東海艦隊           |                    |
| 371                | 遠征71号           | アドミラルティ造船所         | 2004年             | 2005年             | 2005年             | 東海艦隊           |                    |
| 372                | 遠征72号           | クラスノエ・ソルモヴォ造船所 | 2005年             | 2005年             | 2005年 8月5日      | 南海艦隊           |                    |
| 373                | 遠征73号           | アドミラルティ造船所         |                    | 2004年 5月8日      | 2005年 8月5日      | 南海艦隊           |                    |
| 374                | 遠征74号           | セヴマシュ造船所             | 2003年 5月29日     | 2005年 5月21日     | 2005年 12月30日    | 南海艦隊           |                    |
| 375                | 遠征75号           | セヴマシュ造船所             | 2003年 5月29日     | 2005年 7月14日     | 2005年 12月30日    | 南海艦隊           |                    |

### インド

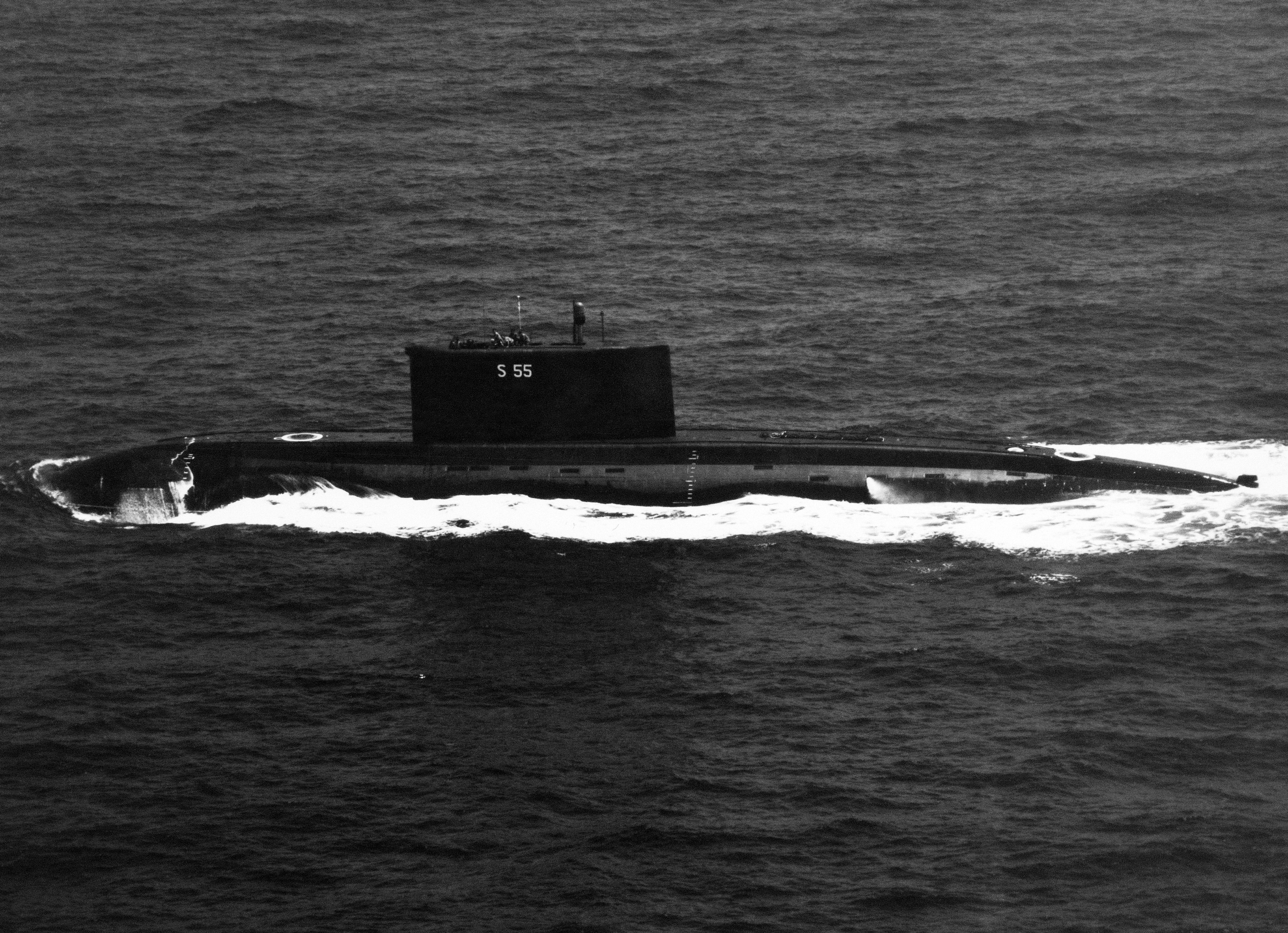
インド海軍の877EM型　シンドゥゴーシュS-55

| 艦番号            | 艦名                                    | 建造所               | 起工              | 進水              | 就役              | 状態                             |                   |
| プロジェクト877EM | プロジェクト877EM                       | プロジェクト877EM    | プロジェクト877EM | プロジェクト877EM | プロジェクト877EM | プロジェクト877EM                | プロジェクト877EM |
| ----------------- | --------------------------------------- | -------------------- | ----------------- | ----------------- | ----------------- | -------------------------------- | ----------------- |
| S55               | シンドゥゴーシュ (INS Sindhughosh)      | アドミラルティ造船所 | 1983年 5月29日    | 1985年 6月29日    | 1986年 4月30日    | 改装済                           |                   |
| S56               | シンドゥヴァジ ( INS Sindhudhvaj)       | アドミラルティ造船所 | 1986年 4月1日     | 1986年 7月27日    | 1987年 6月12日    |                                  |                   |
| S57               | シンドゥラジ ( INS Sindhuraj)           | アドミラルティ造船所 | 1986年            | 1987年            | 1987年 10月20日   | 改装済                           |                   |
| S58               | シンドゥヴィル ( INS Sindhuvir)         | アドミラルティ造船所 | 1987年 5月15日    | 1987年 9月13日    | 1988年 8月26日    | 改装済                           |                   |
| S59               | シンドゥラトナ ( INS Sindhuratna)       | アドミラルティ造船所 | 1987年            | 1988年            | 1988年 12月22日   | 改装済                           |                   |
| S60               | シンドゥケサリ ( INS Sindhukesari)      | アドミラルティ造船所 | 1988年 4月20日    | 1988年 8月16日    | 1989年 2月16日    | 改装済                           |                   |
| S61               | シンドゥキルティ ( INS Sindhukirti)     | アドミラルティ造船所 | 1989年 4月5日     | 1989年 8月26日    | 1990年 1月4日     | 改装済                           |                   |
| S62               | シンドゥヴィジャイ ( INS Sindhuvijay)   | アドミラルティ造船所 | 1990年 4月6日     | 1990年 7月27日    | 1991年 3月18日    | 改装済                           |                   |
| S63               | シンドゥラクシャク ( INS Sindhurakshak) | アドミラルティ造船所 | 1995年 2月16日    | 1997年 6月26日    | 1997年 12月24日   | 改装済 2013年8月14日事故の為沈没 |                   |
| プロジェクト8773  |                                         |                      |                   |                   |                   |                                  |                   |
| S65               | シンドゥシャストラ ( INS Sindhushastra) | アドミラルティ造船所 | 1998年 12月12日   | 1999年 10月14日   | 2000年 7月19日    |                                  |                   |

### イラン

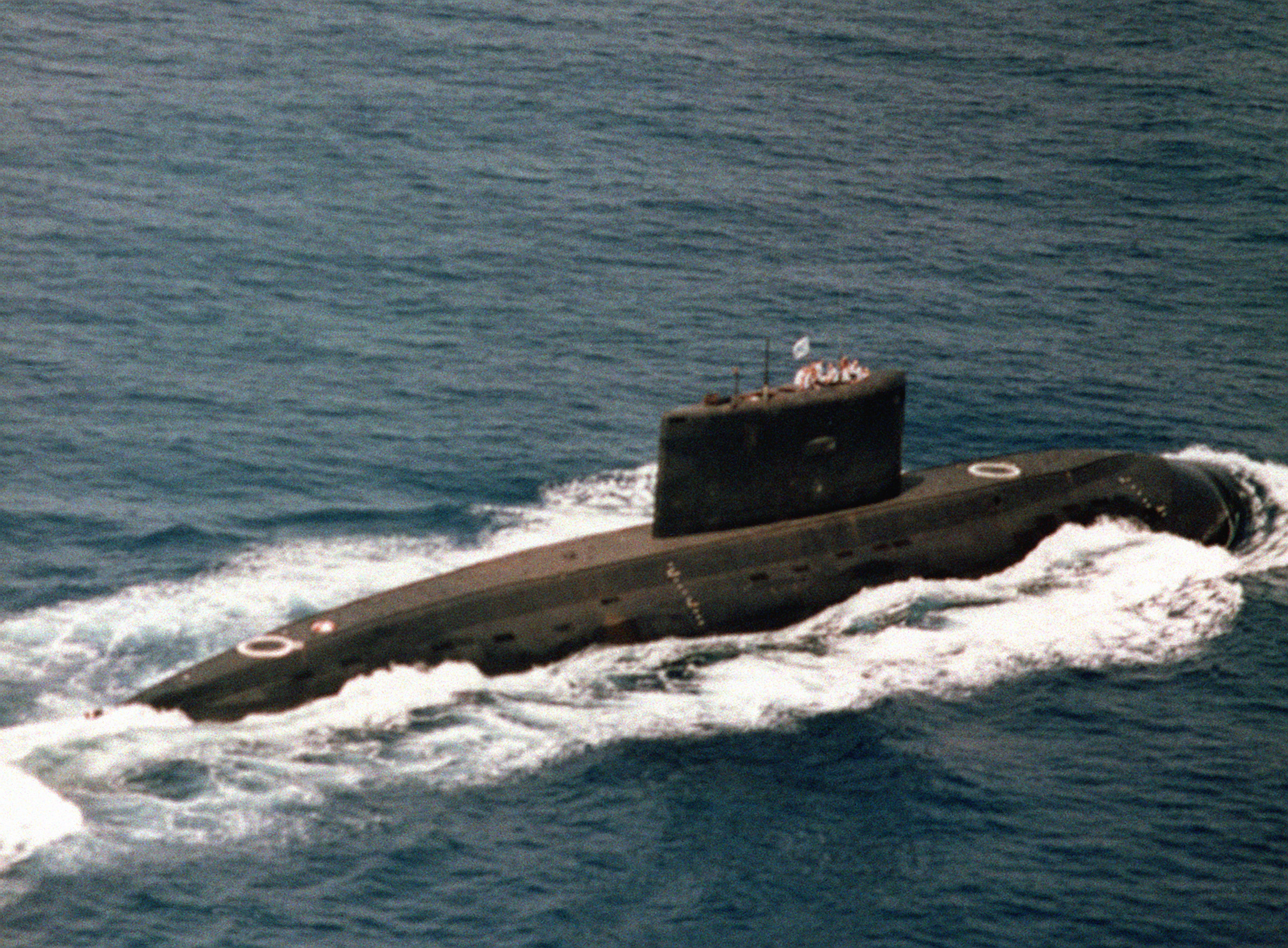
イラン海軍の877EKM型

プロジェクト877EKM
| 艦番号 | 艦名           | 建造所               | 起工          | 進水            | 就役            | 引渡            |
| ------ | -------------- | -------------------- | ------------- | --------------- | --------------- | --------------- |
| 901    | タレク (Tareq) | アドミラルティ造船所 | 1991年 5月4日 | 1991年 9月25日  | 1991年 12月25日 | 1992年 11月22日 |
| 902    | ヌール (Noor)  | アドミラルティ造船所 | 1992年 4月3日 | 1992年 10月16日 | 1992年 12月31日 | 1993年 6月6日   |
| 903    | ユネス (Yunes) | アドミラルティ造船所 | 1992年 2月5日 | 1994年 7月12日  | 1996年 9月2日   | 1996年 11月25日 |

### アルジェリア

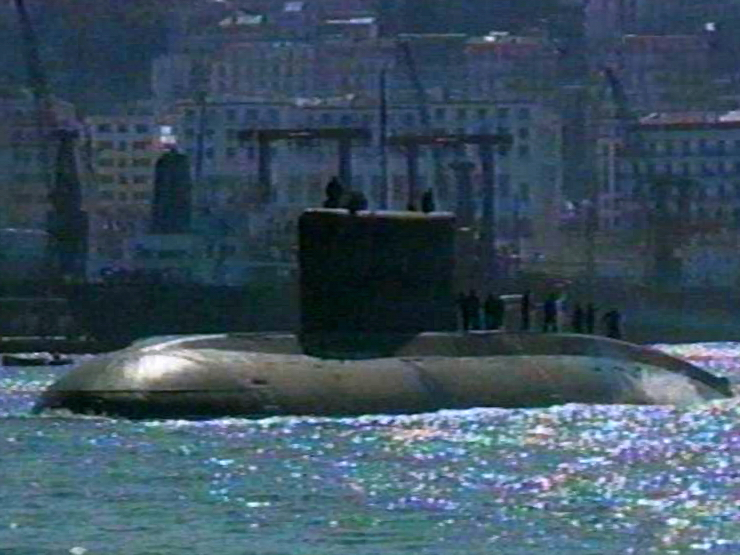
アルジェリア海軍艦

| 艦番号             | 艦名                                         | 建造所                                              | 起工               | 進水               | 就役               |
| プロジェクト877EKM | プロジェクト877EKM                           | プロジェクト877EKM                                  | プロジェクト877EKM | プロジェクト877EKM | プロジェクト877EKM |
| ------------------ | -------------------------------------------- | --------------------------------------------------- | ------------------ | ------------------ | ------------------ |
| 012                | ライス・ハジ・ムバレク （Rais Hadj Mubarek） | クラスノエ・ソルモヴォ造船所 （ニジニ・ノヴゴロド） | 1985年 2月14日     | 1986年 7月26日     | 1986年 11月29日    |
| 013                | エル・ハジ・スリマネ （El Hadj Slimane）     | クラスノエ・ソルモヴォ造船所 （ニジニ・ノヴゴロド） | 1986年 7月26日     | 1987年 7月10日     | 1987年 11月5日     |
| プロジェクト636M   |                                              |                                                     |                    |                    |                    |
| 021                | Akram Pacha                                  | アドミラルティ造船所                                | 2007年 4月29日     | 2008年 11月20日    | 2009年 8月28日     |
| 022                | Sidi Ahmed Rais                              | アドミラルティ造船所                                | 2007年 12月27日    | 2009年 4月9日      | 2009年 10月29日    |
| プロジェクト636.1  |                                              |                                                     |                    |                    |                    |
| 031                | オアセニス （Ouarsenis）                     | アドミラルティ造船所                                | 2015年             | 2017年 3月14日     | 2019年 1月9日      |
| 032                | ホガー （Hoggar）                            | アドミラルティ造船所                                |                    | 2018年 6月18日     | 2019年 1月9日      |

### ベトナム
| HQ-182 | ハノイ （Hà Nội）                       | アドミラルティ造船所 | 2010年 8月25日 | 2012年 8月28日  | 2014年 4月3日  |
| HQ-183 | ホーチミン・シティ （Hồ Chí Minh City） | アドミラルティ造船所 | 2011年 9月28日 | 2012年 12月28日 | 2014年 4月3日  |
| HQ-184 | ハイフォン （Hải Phòng）                | アドミラルティ造船所 | 2012年 3月     | 2013年 8月      | 2015年 8月1日  |
| HQ-185 | カインホア （Khánh Hòa）                | アドミラルティ造船所 | 2013年         | 2014年 3月28日  | 2015年 8月1日  |
| HQ-186 | ダナン （Đà Nẵng）                      | アドミラルティ造船所 |                | 2014年 12月28日 | 2017年 2月28日 |
| HQ-187 | バリア＝ブンタウ （Bà Rịa-Vũng Tàu）    | アドミラルティ造船所 | 2014年 5月28日 | 2015年 9月28日  | 2017年 2月28日 |

## 各型

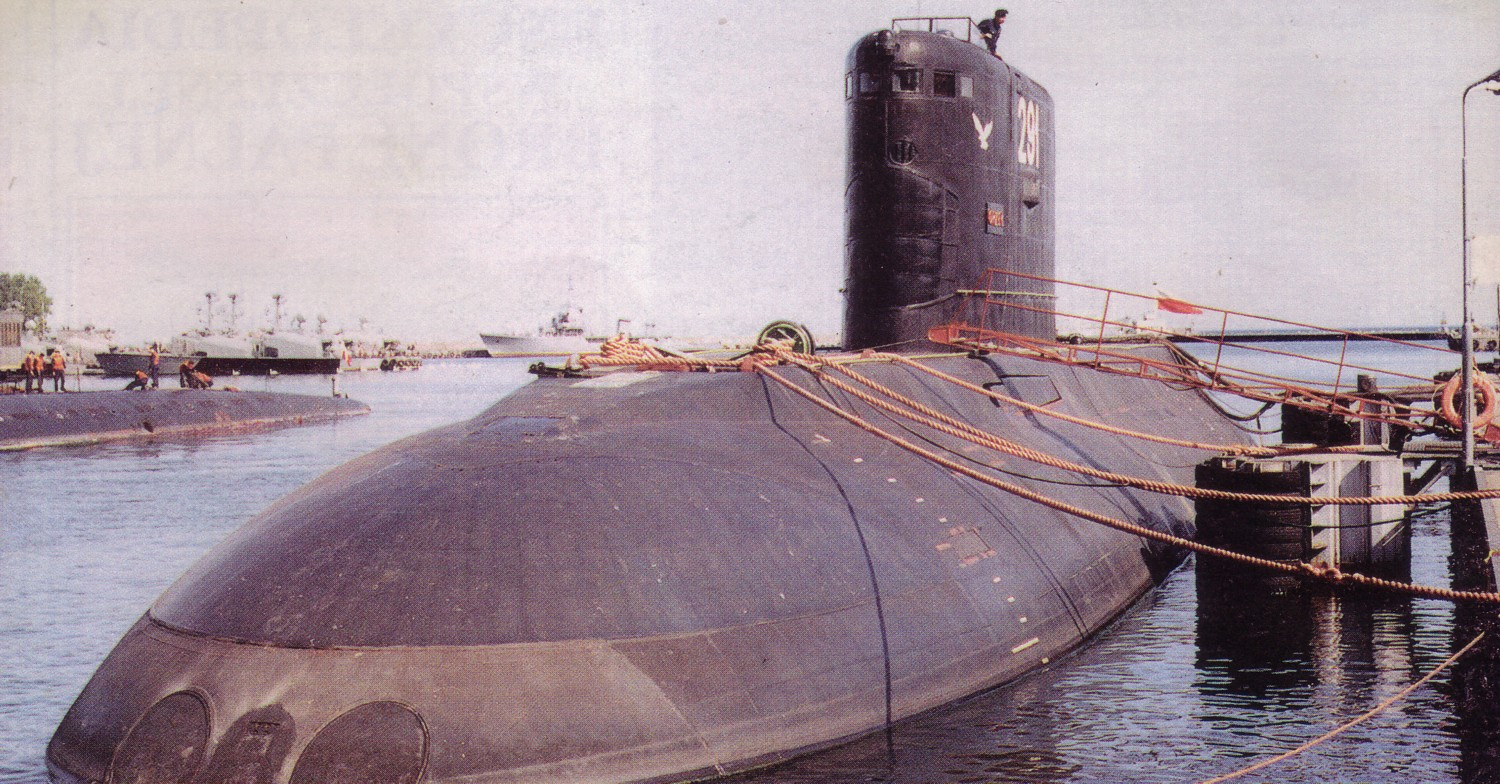
ポーランド海軍の877E型

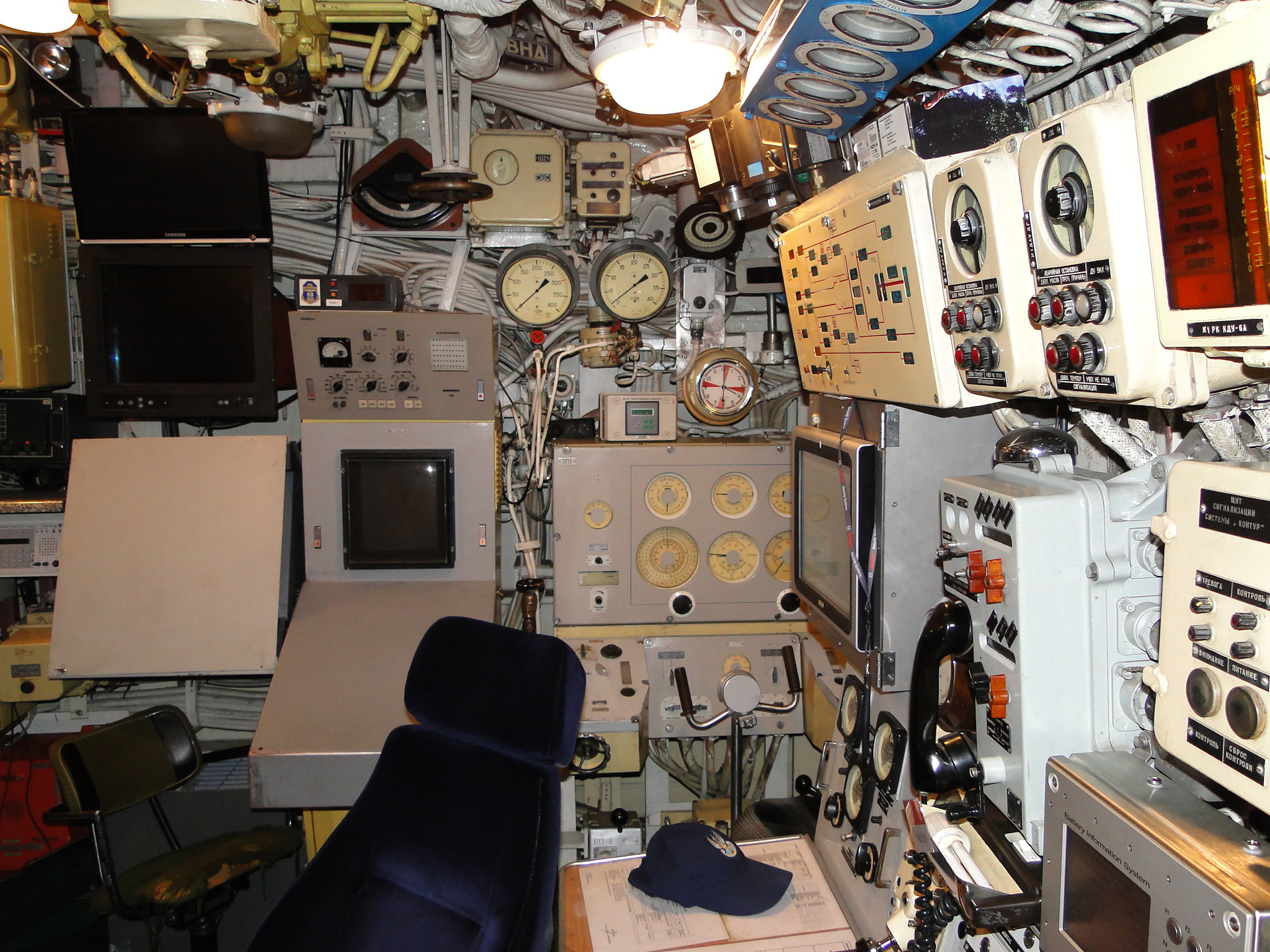
ポーランド海軍の877E型艦内

877型
初期型。
877LPMB
7翼スキュードプロペラ推進の実験艦。
877V型
ポンプジェット推進を採用した実験艦。アルローサのみ建造され、黒海艦隊に配備された。
877K型
火器管制システムを強化したもの。
877M型
6本の魚雷発射管の内、2本から有線誘導魚雷を発射できるようにしたもの。
877E型
877型の輸出向けダウングレード版。
877EM型
877M型の輸出向けダウングレード版。
877KM型
6本の魚雷発射管の内2本から有線誘導魚雷を発射でき、かつ火器管制システムを強化したもの。輸出用。
877EKM型
877KM型の改良版。6本の魚雷発射管全てから有線誘導魚雷を発射できるようにしたもの。輸出用。
636型
877EKM型をもとに機関の出力を向上させ、7翼スキュードプロペラに変更し静粛性を増した改良型。NATO名称“改キロ級”アメリカ海軍名称“キロ-B”
636M型
636型の改良版。クラブSミサイルシステムの運用が可能となった。輸出用。
636.3型
ロシア海軍向けに636M型を改良したもの。

## 諸元
キロ型潜水艦には複数の派生形式がある。以下の情報には入手した情報の最小値と最大値を併記する。
- 全長 70–74m
- 全幅 9.9m
- 喫水 6.2-6.4m
- 排水量 2,300t / 3,000t

877型キロ型潜水艦の模式図

636型キロ型潜水艦の模式図

- 水上航続距離 11,100km (6000海里) /7kt
- 水中航続距離 400海里 (700 km) /3ノット (6 km/h)
- シュノーケル潜航時の水中航続距離 6,000海里 (11,000 km)/7ノット (13 km/h)(636型系列は、7,500海里)
- 最大潜行深度 300 m (作戦時:240–250 m)
- 最大速度 水上:10-12ノット、潜行時:17-25ノット
- 推進 ディーゼル・電気推進:5,900 shp (4,400 kW)
- 航海日数　45日
- 兵装 533mm魚雷発射管×6 (53-65 ASuWまたはTEST 71/76 ASW 魚雷またはVA-111 シクヴァル18基又は機雷24基) SA-N-8 Gremlin8機、またはSA-N-10 Gimlet [31] 地対空ミサイル8機  (輸出用には対空兵器は装備されていない可能性がある)
- 乗員 52人
- 1隻あたりの値段はUS$20,000–25,000万ドル (中国では8隻の636計画キロ型潜水艦は約US$1.5-2億ドル)

## 後継艦
プロジェクト677によるラーダ型（Lada class）の1番艦が2005年に就役している。

## 登場作品

### 小説
『侵攻作戦レッド・フェニックス』
北朝鮮に売却された架空艦「偉大なる指導者」が登場。アメリカ海軍と交戦する。
「偉大なる指導者」は艦対空ミサイルも装備している。
『大逆転!レイテ海戦 栗田艦隊、レイテ湾に突入す!』
架空の6番艦「コテルヌイ」が登場。第二次世界大戦時にタイムスリップしてしまい、そこで旧アメリカ海軍の艦隊を攻撃するほか、同様にタイムスリップして来た架空の海上自衛隊潜水艦「おやしお」と対決する。
なお、「コテルヌイ」は魚雷発射管が8基あるなど現実のキロ級とは異なる点も多い。

### ゲーム
『Modern Warships』
プレイヤーが操作できる艦艇として「CN Type 636」という名称で登場。